# 655 TCN
655 TCN là một năm trong lịch La Mã.

## Sự kiện

### Ai Cập
- Vua Psamtik I hành quân vào Philistia (tây nam Levant) để đuổi theo lực lượng Assyria khi ông củng cố quyền lực của mình trong khi tránh mở rộng lãnh thổ.

### Hy Lạp
- Stagira trên bán đảo Chalkidiki được thành lập bởi người định cư Ionia từ Andros